# El golazo de Gol
El Golazo de Gol fue un programa de televisión que se emite en Gol. Este programa supone el debut de Manolo Lama y Carlos Pozuelo en Gol. Su primera emisión se produjo el lunes 27 de febrero de 2017. Jesús Gallego presentó el programa desde su primer programa hasta agosto de 2022, cuando fichó por Movistar+. Fue sustituido por Carlos Pozuelo, el cual ya era presentador sustituto cuando Manolo o Jesús no podían presentar el programa.

## Programación
En "El Golazo de Gol" se trataba toda la actualidad del fútbol, sobre todo, pero también de otros deportes como la Fórmula 1, el baloncesto o el tenis. 
En lo que actualidad futbolística se refiere, el programa realizaba conexiones en directo por cada ciudad que tuviera un club en Primera División, informando a su vez de las últimas noticias del club de cada territorio. Además, se ofrecían los resúmenes de los últimos partidos que se hubieran disputado y las imágenes que suscitasen más polémica en las últimas horas, además de imágenes inéditas y otros detalles que inicialmente se hubieran pasado por alto y no se habían podido ofrecer en directo. También se realizaba diariamente una extensa tertulia con diversos invitados al plató, en la que se analizaba la actualidad y todo lo que ha pasado en cada partido, profundizando en las jugadas polémicas, dentro de un tono general desenfadado.